# أبدو دومبيا
أبدو دومبيا (بالفرنسية: Abdou Doumbia)‏ (7 يونيو 1990 في فرنسا - ) هو لاعب كرة قدم مالي في مركز الوسط. لعب مع نادي أسكولي ونادي بارما ونادي بيسكارا ونادي كومو ونادي ليتشي وSantegidiese Calcio SSD ‏ وAtletico Roma FC ‏ وASD Victor San Marino ‏.